# كتلبة طويلة
كتلبة طويلة (الاسم العلمي:Catalpa longissima) هي نوع من النباتات تتبع جنس الكتلبة من الفصيلة البنيونية.